# ATP Challenger Tiflis
Der ATP Challenger Tiflis (offiziell: Mziuri Cup) ist ein Tennisturnier, das seit 2025 in Tiflis, Georgien, stattfindet. Es gehört zur ATP Challenger Tour und wird im Freien auf Hartplatz gespielt.

## Liste der Sieger

### Einzel
| Jahr | Sieger          | Finalgegner   | Ergebnis  |
| ---- | --------------- | ------------- | --------- |
| 2025 | Saba Purzeladse | Federico Cinà | 7:65, 6:4 |

### Doppel
| Jahr | Sieger                         | Finalgegner                          | Ergebnis         |
| ---- | ------------------------------ | ------------------------------------ | ---------------- |
| 2025 | Masamichi Imamura Naoki Tajima | Siddhant Banthia Ramkumar Ramanathan | 1:6, 6:3, [10:5] |